# Павловский, Войцех
Войцех Павловский (пол. Wojciech Pawłowski; 18 января 1993, Кошалин) — польский футболист, вратарь. Выступал в молодёжной сборной Польши.

## Карьера

### Клубная
Павловский является воспитанником польского клуба «Балтик Кошалин» из его родного города. В феврале 2010 года молодой вратарь перешёл в «Лехию». Сначала футболист выступал за молодёжную, а затем резервную команды. Дебют поляка в высшем дивизионе страны состоялся 30 сентября 2011 года в матче против «Белхатува». Встреча окончилась нулевой ничьей.. В следующих пяти матчах чемпионата Польши голкипер пропустил лишь один гол. Он смог сохранить свои ворота в неприкосновенности в течение 321 минуты, что стало рекордным результатом для дебютанта данного турнира. С этого момента Павловский стал участвовать в играх первенства страны в составе «Лехии». До конца сезона 2011/12 он отыграл 16 встреч, пропустив столько же голов.
В январе 2012 года между «Лехией» и итальянским «Удинезе» было достигнуто соглашение о переходе Павловского. Однако появилась информация, что часть прав на польского вратаря будет принадлежать испанской команде «Гранада», которая является клубом-партнёром «Удинезе». В начале июля 2012 года футболист был официально представлен в качестве игрока чёрно-белых.

### В сборной
В 2011 году Павловский принял участие в двух матчах юношеской сборной Польши, которые проводились в рамках отборочного этапа чемпионата Европы для юношей до 19 лет. Первую игру за молодёжную сборную поляк провёл 29 февраля 2012 года, выйдя в основном составе на игру со сверстниками из Болгарии.